# Krakatit

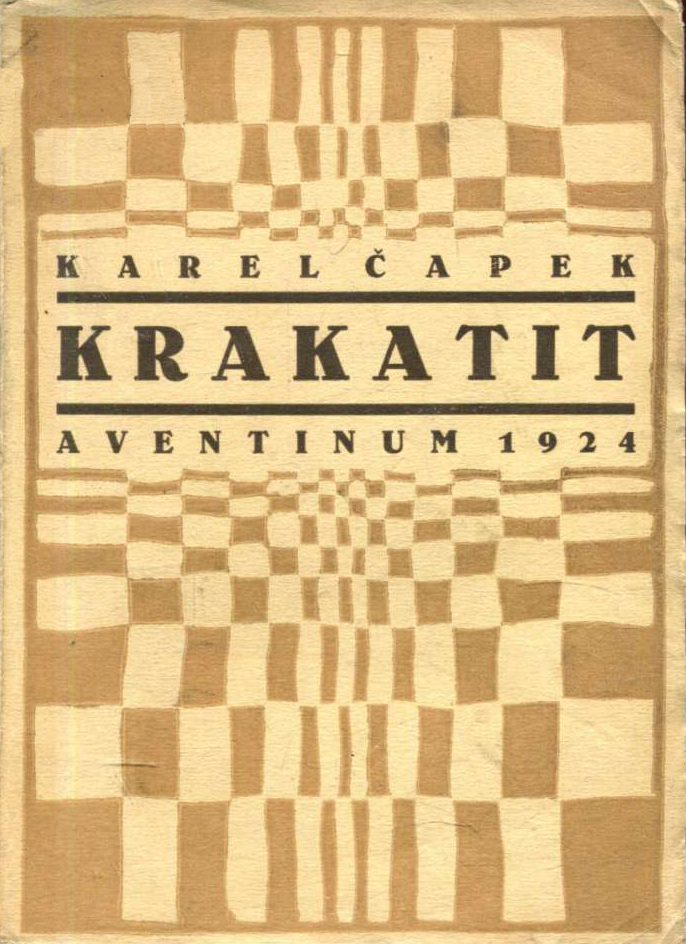
Erstausgabe 1924

Krakatit ist ein Roman des tschechischen Autors Karel Čapek aus dem Jahr 1924.

## Handlung
Der Chemiker Prokop entdeckt einen Sprengstoff mit einer enorm hohen Brisanz, den er Krakatit nennt, in Anlehnung an den indonesischen Vulkan Krakatau. Nachdem kleine Reste des Pulvers auf Prokops Schreibtisch ohne erkennbare Ursache explodiert sind, irrt er verletzt durch Prag, wo er von seinem Studienkollegen Tomesch (im Original: Tomeš) aufgelesen und in dessen Wohnung gebracht wird. Im Fieber verrät Prokop Details über seinen neuen Sprengstoff. Eine verschleierte Frau erscheint mit einem Paket für Tomesch, der jedoch abgereist ist. Prokop verspricht, das Paket zu überbringen, und fährt mit der Bahn aufs Land zu Tomeschs Vater, einem Arzt. Trotz einer Gehirnhautentzündung schafft er es an sein Ziel, wo er zusammenbricht. Der Arzt und seine Tochter Anni (im Original: Anči) pflegen ihn gesund. Eine Liebesbeziehung bahnt sich an, doch ein an ihn gerichtetes Zeitungsinserat ruft Prokop die Porzellandose mit Krakatit wieder in Erinnerung, die er in seiner Wohnung zurückgelassen hat. Die Wohnung findet er aufgebrochen und vollständig ausgeräumt vor.
Carson, der Direktor der Rüstungsfabrik auf dem Gelände des Schlosses Balttin hält Prokop dort fest, richtet ihm ein hochmodernes Labor ein und versucht ihn zum Verkauf der Rezeptur von Krakatit zu zwingen. Prokop beginnt eine leidenschaftliche Liebschaft mit Prinzessin Wille. Diese verhilft ihm zur Flucht in Richtung Italien, doch wird er auf dem Weg dorthin vom anarchistischen Kreis Daimons abgefangen. Es stellt sich heraus, dass Daimon mit Radiowellen Krakatit gezielt zur Explosion bringen kann. Jeden Dienstag und Freitag, insgesamt wenigstens acht Mal, schaltet er gegen halb elf abends einen manipulierten Radiosender ein, um Detonationen auszulösen. Unterdessen hat auch Tomesch im Auftrag einer konkurrierenden Rüstungsfabrik die Herstellung von Krakatit vorangetrieben und lässt sich von Prokops Warnungen nicht abhalten. Die Fabrik und der angrenzende Ort Grottup gehen aufgrund von Daimons Radiowellen bei einer letzten gewaltigen Explosion in die Luft. Prokop trifft am Ende des Romans einen kryptischen Alten, der ihm hilft seine destruktive Erfindung zu vergessen und ihn ermutigt, sich mit kleineren, praktischen Innovationen der Menschheit nützlich zu erweisen.

## Entstehung und Rezeption

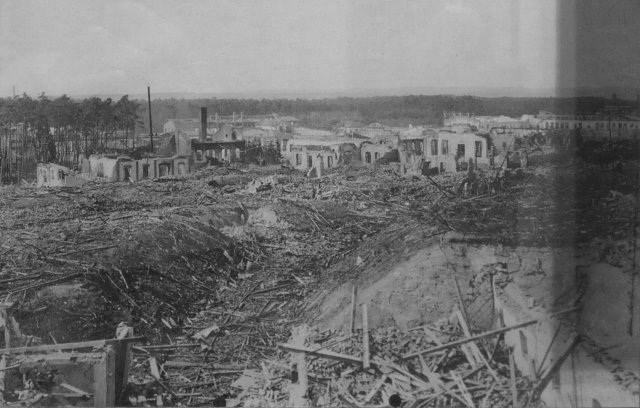
Nach der Explosion in Bolevec 1917

Eine Inspiration für den Roman wird in der Katastrophe von Bolevec gesehen. Am 25. September 1917 explodierte in dem Pilsner Stadtteil die Munitionsfabrik der Škodawerke aufgrund mangelhafter Sicherheitsvorkehrungen. Die größte österreichische Munitionsfabrik lag in Trümmern und 200 Menschen starben. Čapek hielt sich zu dem Zeitpunkt auf Schloss Chyše in 40 Kilometer Entfernung auf. Er beobachtete die Rauchsäule und soll von dem Unglück stark betroffen gewesen sein.
Krakatit werden im Unterschied zu Čapeks übrigen Romanen autobiografische Züge nachgesagt. In der Liebesbeziehung zwischen Prokop und der Prinzessin soll Čapek eine persönliche Krise verarbeitet haben.
Wie andere Werke der Science-Fiction Čapeks erwies sich auch Krakatit als visionär. Die Behandlung ethischer Fragen im Umgang mit einer Waffe, die die Energie der Materie freisetzt, wurde mit der Erfindung der Atombombe aktuell.
Otakar Vávra verfilmte Krakatit im Jahr 1948. 1980 folgte der Film Dunkle Sonne.
Eine deutsche Übersetzung von Julius Mader erschien 1950 unter dem Titel Krakatit. Die große Versuchung. Eine Atom-Phantasie.